# Saint-Wandrille-Rançon
Saint-Wandrille-Rançon foi uma comuna francesa na região administrativa da Normandia, no departamento de Sena Marítimo. Estendia-se por uma área de 17,98 km². Em 2010 a comuna tinha 1 176 habitantes (densidade: 65,4 hab./km²).
Em 1 de janeiro de 2016, passou a formar parte da nova comuna de Rives-en-Seine.